# Tour d'Oman 2024
Le Tour d'Oman 2024 est la 13e édition de cette course cycliste sur route masculine. Il a lieu du 10 au 14 février 2024 à Oman. Il fait partie du calendrier UCI ProSeries 2024 en catégorie 2.Pro.

## Présentation
Le Tour d'Oman est « organisé par la municipalité de Mascate en association avec l'Oman Cycling Federation avec le concours technique et sportif d'Amaury Sport Organisation (ASO) ». À l'occasion de l'édition 2018, le partenariat entre la municipalité de Mascate et ASO a été prolongé pour six ans. 

### Parcours
Bien que très courte, la cinquième et dernière étape avec une arrivée au sommet du Djebel Akhdar devrait s'avérer décisive pour la victoire finale.

### Équipes
17 équipes participent à ce Tour d'Oman - 9 WorldTeams, 4 ProTeams, 3 équipes continentales professionnelles et une équipe nationale :
| WorldTeams (9)- Arkéa-B&B Hotels - Astana Qazaqstan Team - Bora-Hansgrohe - Cofidis - Intermarché-Wanty - Soudal Quick-Step - Team dsm-firmenich PostNL - Team Jayco AlUla - UAE Team Emirates ProTeams (4)- Burgos-BH - Equipo Kern Pharma - Lotto Dstny - Uno-X Mobility Équipes continentales (3)- JCL Team Ukyo - Roojai Insurance - Terengganu Cycling Team Équipe nationale- Oman |
| |

## Étapes
| Étape     | Date    | Villes étapes                                 | type                      | Distance (km) | Dénivelé (m) | Vainqueur d'étape | Leader du classement général |
| --------- | ------- | --------------------------------------------- | ------------------------- | ------------- | ------------ | ----------------- | ---------------------------- |
| 1re étape | 10 fév. | Manah – Oman Convention and Exhibition Centre | étape de plaine           | 181,5         | 907 m        | Caleb Ewan        | Caleb Ewan                   |
| 2e étape  | 11 fév. | Sifah – Qurayyat                              | étape vallonnée           | 170,4         | 2 154 m      | Finn Fisher-Black | Finn Fisher-Black            |
| 3e étape  | 12 fév. | Parc Naseem – Al Bustan                       | étape vallonnée           | 76            | 567 m        | Paul Magnier      | Luke Lamperti                |
| 4e étape  | 13 fév. | Fanja – Yitti Hills                           | étape vallonnée           | 104           | 1 222 m      | Amaury Capiot     | Finn Fisher-Black            |
| 5e étape  | 14 fév. | Sama'il – djebel Akhdar                       | étape de moyenne montagne | 72            | 1 178 m      | Adam Yates        | Adam Yates                   |

## Déroulement de la course

### 1reétape
| \| Classement de l'étape \| Classement de l'étape \| Classement de l'étape \| Classement de l'étape \| Classement de l'étape \| \| Coureur \| Coureur \| Pays \| Équipe \| Temps \| \| --------------------- \| --------------------- \| --------------------- \| ------------------------- \| --------------------- \| \| 1er \| Caleb Ewan \| Australie \| Team Jayco AlUla \| 4 h 23 min 28 s \| \| 2e \| Bryan Coquard \| France \| Cofidis \| + 0 s \| \| 3e \| Alexander Kristoff \| Norvège \| Uno-X Mobility \| + 0 s \| \| 4e \| Gleb Syritsa \| Bannière neutre \| Astana Qazaqstan Team \| + 0 s \| \| 5e \| Paul Magnier \| France \| Soudal Quick-Step \| + 0 s \| \| 6e \| Amaury Capiot \| Belgique \| Arkéa-B&B Hotels \| + 0 s \| \| 7e \| Dries De Pooter \| Belgique \| Intermarché-Wanty \| + 0 s \| \| 8e \| Matteo Malucelli \| Italie \| JCLTeam Ukyo \| + 0 s \| \| 9e \| Marc Brustenga \| Espagne \| Equipo Kern Pharma \| + 0 s \| \| 10e \| Fabio Jakobsen \| Pays-Bas \| Team dsm-firmenich PostNL \| + 0 s \| |                    |                 |                           |                 |
| |                    |                 |                           |                 |
| Source : ProCyclingStats |                    |                 |                           |                 |
| Classement de l'étape |                    |                 |                           |                 |
| Coureur | Coureur            | Pays            | Équipe                    | Temps           |
| 1er | Caleb Ewan         | Australie       | Team Jayco AlUla          | 4 h 23 min 28 s |
| 2e | Bryan Coquard      | France          | Cofidis                   | + 0 s           |
| 3e | Alexander Kristoff | Norvège         | Uno-X Mobility            | + 0 s           |
| 4e | Gleb Syritsa       | Bannière neutre | Astana Qazaqstan Team     | + 0 s           |
| 5e | Paul Magnier       | France          | Soudal Quick-Step         | + 0 s           |
| 6e | Amaury Capiot      | Belgique        | Arkéa-B&B Hotels          | + 0 s           |
| 7e | Dries De Pooter    | Belgique        | Intermarché-Wanty         | + 0 s           |
| 8e | Matteo Malucelli   | Italie          | JCLTeam Ukyo              | + 0 s           |
| 9e | Marc Brustenga     | Espagne         | Equipo Kern Pharma        | + 0 s           |
| 10e | Fabio Jakobsen     | Pays-Bas        | Team dsm-firmenich PostNL | + 0 s           |

| \| Classement général \| Classement général \| Classement général \| Classement général \| Classement général \| \| Coureur \| Coureur \| Pays \| Équipe \| Temps \| \| ------------------ \| ---------------------- \| ------------------ \| --------------------- \| ------------------ \| \| 1er \| Caleb Ewan \| Australie \| Team Jayco AlUla \| 4 h 23 min 18 s \| \| 2e \| Bryan Coquard \| France \| Cofidis \| + 4 s \| \| 3e \| Óscar Pelegrí \| Espagne \| Burgos-BH \| + 5 s \| \| 4e \| Polychrónis Tzortzákis \| Grèce \| Roojai Insurance \| + 5 s \| \| 5e \| Alexander Kristoff \| Norvège \| Uno-X Mobility \| + 6 s \| \| 6e \| Gleb Syritsa \| Bannière neutre \| Astana Qazaqstan Team \| + 10 s \| \| 7e \| Paul Magnier \| France \| Soudal Quick-Step \| + 10 s \| \| 8e \| Amaury Capiot \| Belgique \| Arkéa-B&B Hotels \| + 10 s \| \| 9e \| Dries De Pooter \| Belgique \| Intermarché-Wanty \| + 10 s \| \| 10e \| Matteo Malucelli \| Italie \| JCLTeam Ukyo \| + 10 s \| |                        |                 |                       |                 |
| |                        |                 |                       |                 |
| Source : ProCyclingStats |                        |                 |                       |                 |
| Classement général |                        |                 |                       |                 |
| Coureur | Coureur                | Pays            | Équipe                | Temps           |
| 1er | Caleb Ewan             | Australie       | Team Jayco AlUla      | 4 h 23 min 18 s |
| 2e | Bryan Coquard          | France          | Cofidis               | + 4 s           |
| 3e | Óscar Pelegrí          | Espagne         | Burgos-BH             | + 5 s           |
| 4e | Polychrónis Tzortzákis | Grèce           | Roojai Insurance      | + 5 s           |
| 5e | Alexander Kristoff     | Norvège         | Uno-X Mobility        | + 6 s           |
| 6e | Gleb Syritsa           | Bannière neutre | Astana Qazaqstan Team | + 10 s          |
| 7e | Paul Magnier           | France          | Soudal Quick-Step     | + 10 s          |
| 8e | Amaury Capiot          | Belgique        | Arkéa-B&B Hotels      | + 10 s          |
| 9e | Dries De Pooter        | Belgique        | Intermarché-Wanty     | + 10 s          |
| 10e | Matteo Malucelli       | Italie          | JCLTeam Ukyo          | + 10 s          |

### 2eétape
| \| Classement de l'étape \| Classement de l'étape \| Classement de l'étape \| Classement de l'étape \| Classement de l'étape \| \| Coureur \| Coureur \| Pays \| Équipe \| Temps \| \| --------------------- \| --------------------- \| --------------------- \| --------------------- \| --------------------- \| \| 1er \| Finn Fisher-Black \| Nouvelle-Zélande \| UAE Team Emirates \| 4 h 04 min 04 s \| \| 2e \| Luke Lamperti \| États-Unis \| Soudal Quick-Step \| + 2 s \| \| 3e \| Diego Ulissi \| Italie \| UAE Team Emirates \| + 2 s \| \| 4e \| Anthon Charmig \| Danemark \| Astana Qazaqstan Team \| + 2 s \| \| 5e \| Roger Adrià \| Espagne \| Bora-Hansgrohe \| + 2 s \| \| 6e \| Adam Yates \| Royaume-Uni \| UAE Team Emirates \| + 2 s \| \| 7e \| Mauri Vansevenant \| Belgique \| Soudal Quick-Step \| + 2 s \| \| 8e \| Jenno Berckmoes \| Belgique \| Lotto Dstny \| + 2 s \| \| 9e \| Alessandro Verre \| Italie \| Arkéa-B&B Hotels \| + 6 s \| \| 10e \| Davide De Pretto \| Italie \| Team Jayco AlUla \| + 6 s \| |                   |                  |                       |                 |
| |                   |                  |                       |                 |
| Source : ProCyclingStats |                   |                  |                       |                 |
| Classement de l'étape |                   |                  |                       |                 |
| Coureur | Coureur           | Pays             | Équipe                | Temps           |
| 1er | Finn Fisher-Black | Nouvelle-Zélande | UAE Team Emirates     | 4 h 04 min 04 s |
| 2e | Luke Lamperti     | États-Unis       | Soudal Quick-Step     | + 2 s           |
| 3e | Diego Ulissi      | Italie           | UAE Team Emirates     | + 2 s           |
| 4e | Anthon Charmig    | Danemark         | Astana Qazaqstan Team | + 2 s           |
| 5e | Roger Adrià       | Espagne          | Bora-Hansgrohe        | + 2 s           |
| 6e | Adam Yates        | Royaume-Uni      | UAE Team Emirates     | + 2 s           |
| 7e | Mauri Vansevenant | Belgique         | Soudal Quick-Step     | + 2 s           |
| 8e | Jenno Berckmoes   | Belgique         | Lotto Dstny           | + 2 s           |
| 9e | Alessandro Verre  | Italie           | Arkéa-B&B Hotels      | + 6 s           |
| 10e | Davide De Pretto  | Italie           | Team Jayco AlUla      | + 6 s           |

| \| Classement général \| Classement général \| Classement général \| Classement général \| Classement général \| \| Coureur \| Coureur \| Pays \| Équipe \| Temps \| \| ------------------ \| ------------------ \| ------------------ \| --------------------- \| ------------------ \| \| 1er \| Finn Fisher-Black \| Nouvelle-Zélande \| UAE Team Emirates \| 8 h 27 min 22 s \| \| 2e \| Luke Lamperti \| États-Unis \| Soudal Quick-Step \| + 6 s \| \| 3e \| Diego Ulissi \| Italie \| UAE Team Emirates \| + 8 s \| \| 4e \| Roger Adrià \| Espagne \| Bora-Hansgrohe \| + 12 s \| \| 5e \| Anthon Charmig \| Danemark \| Astana Qazaqstan Team \| + 12 s \| \| 6e \| Adam Yates \| Royaume-Uni \| UAE Team Emirates \| + 12 s \| \| 7e \| Jenno Berckmoes \| Belgique \| Lotto Dstny \| + 12 s \| \| 8e \| Mauri Vansevenant \| Belgique \| Soudal Quick-Step \| + 12 s \| \| 9e \| Ben Zwiehoff \| Allemagne \| Bora-Hansgrohe \| + 16 s \| \| 10e \| Thomas Pesenti \| Italie \| JCLTeam Ukyo \| + 16 s \| |                   |                  |                       |                 |
| |                   |                  |                       |                 |
| Source : ProCyclingStats |                   |                  |                       |                 |
| Classement général |                   |                  |                       |                 |
| Coureur | Coureur           | Pays             | Équipe                | Temps           |
| 1er | Finn Fisher-Black | Nouvelle-Zélande | UAE Team Emirates     | 8 h 27 min 22 s |
| 2e | Luke Lamperti     | États-Unis       | Soudal Quick-Step     | + 6 s           |
| 3e | Diego Ulissi      | Italie           | UAE Team Emirates     | + 8 s           |
| 4e | Roger Adrià       | Espagne          | Bora-Hansgrohe        | + 12 s          |
| 5e | Anthon Charmig    | Danemark         | Astana Qazaqstan Team | + 12 s          |
| 6e | Adam Yates        | Royaume-Uni      | UAE Team Emirates     | + 12 s          |
| 7e | Jenno Berckmoes   | Belgique         | Lotto Dstny           | + 12 s          |
| 8e | Mauri Vansevenant | Belgique         | Soudal Quick-Step     | + 12 s          |
| 9e | Ben Zwiehoff      | Allemagne        | Bora-Hansgrohe        | + 16 s          |
| 10e | Thomas Pesenti    | Italie           | JCLTeam Ukyo          | + 16 s          |

### 3eétape
| \| Classement de l'étape \| Classement de l'étape \| Classement de l'étape \| Classement de l'étape \| Classement de l'étape \| \| Coureur \| Coureur \| Pays \| Équipe \| Temps \| \| --------------------- \| --------------------- \| --------------------- \| --------------------- \| --------------------- \| \| 1er \| Paul Magnier \| France \| Soudal Quick-Step \| 1 h 47 min 54 s \| \| 2e \| Luke Lamperti \| États-Unis \| Soudal Quick-Step \| + 0 s \| \| 3e \| Bryan Coquard \| France \| Cofidis \| + 0 s \| \| 4e \| Dries De Pooter \| Belgique \| Intermarché-Wanty \| + 0 s \| \| 5e \| Roger Adrià \| Espagne \| Bora-Hansgrohe \| + 0 s \| \| 6e \| Yevgeniy Gidich \| Kazakhstan \| Astana Qazaqstan Team \| + 0 s \| \| 7e \| Jenno Berckmoes \| Belgique \| Lotto Dstny \| + 0 s \| \| 8e \| Lionel Taminiaux \| Belgique \| Lotto Dstny \| + 0 s \| \| 9e \| Alexander Kristoff \| Norvège \| Uno-X Mobility \| + 0 s \| \| 10e \| Finn Fisher-Black \| Nouvelle-Zélande \| UAE Team Emirates \| + 0 s \| |                    |                  |                       |                 |
| |                    |                  |                       |                 |
| Source : ProCyclingStats |                    |                  |                       |                 |
| Classement de l'étape |                    |                  |                       |                 |
| Coureur | Coureur            | Pays             | Équipe                | Temps           |
| 1er | Paul Magnier       | France           | Soudal Quick-Step     | 1 h 47 min 54 s |
| 2e | Luke Lamperti      | États-Unis       | Soudal Quick-Step     | + 0 s           |
| 3e | Bryan Coquard      | France           | Cofidis               | + 0 s           |
| 4e | Dries De Pooter    | Belgique         | Intermarché-Wanty     | + 0 s           |
| 5e | Roger Adrià        | Espagne          | Bora-Hansgrohe        | + 0 s           |
| 6e | Yevgeniy Gidich    | Kazakhstan       | Astana Qazaqstan Team | + 0 s           |
| 7e | Jenno Berckmoes    | Belgique         | Lotto Dstny           | + 0 s           |
| 8e | Lionel Taminiaux   | Belgique         | Lotto Dstny           | + 0 s           |
| 9e | Alexander Kristoff | Norvège          | Uno-X Mobility        | + 0 s           |
| 10e | Finn Fisher-Black  | Nouvelle-Zélande | UAE Team Emirates     | + 0 s           |

| \| Classement général \| Classement général \| Classement général \| Classement général \| Classement général \| \| Coureur \| Coureur \| Pays \| Équipe \| Temps \| \| ------------------ \| ------------------ \| ------------------ \| --------------------- \| ------------------ \| \| 1er \| Luke Lamperti \| États-Unis \| Soudal Quick-Step \| 10 h 15 min 16 s \| \| 2e \| Finn Fisher-Black \| Nouvelle-Zélande \| UAE Team Emirates \| + 0 s \| \| 3e \| Diego Ulissi \| Italie \| UAE Team Emirates \| + 8 s \| \| 4e \| Roger Adrià \| Espagne \| Bora-Hansgrohe \| + 12 s \| \| 5e \| Jenno Berckmoes \| Belgique \| Lotto Dstny \| + 12 s \| \| 6e \| Adam Yates \| Royaume-Uni \| UAE Team Emirates \| + 12 s \| \| 7e \| Anthon Charmig \| Danemark \| Astana Qazaqstan Team \| + 12 s \| \| 8e \| Mauri Vansevenant \| Belgique \| Soudal Quick-Step \| + 12 s \| \| 9e \| Ben Zwiehoff \| Allemagne \| Bora-Hansgrohe \| + 16 s \| \| 10e \| Thomas Pesenti \| Italie \| JCLTeam Ukyo \| + 16 s \| |                   |                  |                       |                  |
| |                   |                  |                       |                  |
| Source : ProCyclingStats |                   |                  |                       |                  |
| Classement général |                   |                  |                       |                  |
| Coureur | Coureur           | Pays             | Équipe                | Temps            |
| 1er | Luke Lamperti     | États-Unis       | Soudal Quick-Step     | 10 h 15 min 16 s |
| 2e | Finn Fisher-Black | Nouvelle-Zélande | UAE Team Emirates     | + 0 s            |
| 3e | Diego Ulissi      | Italie           | UAE Team Emirates     | + 8 s            |
| 4e | Roger Adrià       | Espagne          | Bora-Hansgrohe        | + 12 s           |
| 5e | Jenno Berckmoes   | Belgique         | Lotto Dstny           | + 12 s           |
| 6e | Adam Yates        | Royaume-Uni      | UAE Team Emirates     | + 12 s           |
| 7e | Anthon Charmig    | Danemark         | Astana Qazaqstan Team | + 12 s           |
| 8e | Mauri Vansevenant | Belgique         | Soudal Quick-Step     | + 12 s           |
| 9e | Ben Zwiehoff      | Allemagne        | Bora-Hansgrohe        | + 16 s           |
| 10e | Thomas Pesenti    | Italie           | JCLTeam Ukyo          | + 16 s           |

### 4eétape
| \| Classement de l'étape \| Classement de l'étape \| Classement de l'étape \| Classement de l'étape \| Classement de l'étape \| \| Coureur \| Coureur \| Pays \| Équipe \| Temps \| \| --------------------- \| --------------------- \| --------------------- \| --------------------- \| --------------------- \| \| 1er \| Amaury Capiot \| Belgique \| Arkéa-B&B Hotels \| 2 h 17 min 35 s \| \| 2e \| Ide Schelling \| Pays-Bas \| Astana Qazaqstan Team \| + 0 s \| \| 3e \| Davide De Pretto \| Italie \| Team Jayco AlUla \| + 0 s \| \| 4e \| Jesús Herrada \| Espagne \| Cofidis \| + 0 s \| \| 5e \| Lorenzo Rota \| Italie \| Intermarché-Wanty \| + 0 s \| \| 6e \| Roger Adrià \| Espagne \| Bora-Hansgrohe \| + 0 s \| \| 7e \| Thomas Pesenti \| Italie \| JCLTeam Ukyo \| + 0 s \| \| 8e \| Cristian Rodríguez \| Espagne \| Arkéa-B&B Hotels \| + 0 s \| \| 9e \| Iván Cobo \| Espagne \| Equipo Kern Pharma \| + 0 s \| \| 10e \| Ben Zwiehoff \| Allemagne \| Bora-Hansgrohe \| + 0 s \| |                    |           |                       |                 |
| |                    |           |                       |                 |
| Source : ProCyclingStats |                    |           |                       |                 |
| Classement de l'étape |                    |           |                       |                 |
| Coureur | Coureur            | Pays      | Équipe                | Temps           |
| 1er | Amaury Capiot      | Belgique  | Arkéa-B&B Hotels      | 2 h 17 min 35 s |
| 2e | Ide Schelling      | Pays-Bas  | Astana Qazaqstan Team | + 0 s           |
| 3e | Davide De Pretto   | Italie    | Team Jayco AlUla      | + 0 s           |
| 4e | Jesús Herrada      | Espagne   | Cofidis               | + 0 s           |
| 5e | Lorenzo Rota       | Italie    | Intermarché-Wanty     | + 0 s           |
| 6e | Roger Adrià        | Espagne   | Bora-Hansgrohe        | + 0 s           |
| 7e | Thomas Pesenti     | Italie    | JCLTeam Ukyo          | + 0 s           |
| 8e | Cristian Rodríguez | Espagne   | Arkéa-B&B Hotels      | + 0 s           |
| 9e | Iván Cobo          | Espagne   | Equipo Kern Pharma    | + 0 s           |
| 10e | Ben Zwiehoff       | Allemagne | Bora-Hansgrohe        | + 0 s           |

| \| Classement général \| Classement général \| Classement général \| Classement général \| Classement général \| \| Coureur \| Coureur \| Pays \| Équipe \| Temps \| \| ------------------ \| ------------------ \| ------------------ \| --------------------- \| ------------------ \| \| 1er \| Finn Fisher-Black \| Nouvelle-Zélande \| UAE Team Emirates \| 12 h 32 min 48 s \| \| 2e \| Luke Lamperti \| États-Unis \| Soudal Quick-Step \| + 3 s \| \| 3e \| Diego Ulissi \| Italie \| UAE Team Emirates \| + 9 s \| \| 4e \| Anthon Charmig \| Danemark \| Astana Qazaqstan Team \| + 14 s \| \| 5e \| Roger Adrià \| Espagne \| Bora-Hansgrohe \| + 15 s \| \| 6e \| Jenno Berckmoes \| Belgique \| Lotto Dstny \| + 15 s \| \| 7e \| Davide De Pretto \| Italie \| Team Jayco AlUla \| + 15 s \| \| 8e \| Adam Yates \| Royaume-Uni \| UAE Team Emirates \| + 15 s \| \| 9e \| Mauri Vansevenant \| Belgique \| Soudal Quick-Step \| + 15 s \| \| 10e \| Ben Zwiehoff \| Allemagne \| Bora-Hansgrohe \| + 19 s \| |                   |                  |                       |                  |
| |                   |                  |                       |                  |
| Source : ProCyclingStats |                   |                  |                       |                  |
| Classement général |                   |                  |                       |                  |
| Coureur | Coureur           | Pays             | Équipe                | Temps            |
| 1er | Finn Fisher-Black | Nouvelle-Zélande | UAE Team Emirates     | 12 h 32 min 48 s |
| 2e | Luke Lamperti     | États-Unis       | Soudal Quick-Step     | + 3 s            |
| 3e | Diego Ulissi      | Italie           | UAE Team Emirates     | + 9 s            |
| 4e | Anthon Charmig    | Danemark         | Astana Qazaqstan Team | + 14 s           |
| 5e | Roger Adrià       | Espagne          | Bora-Hansgrohe        | + 15 s           |
| 6e | Jenno Berckmoes   | Belgique         | Lotto Dstny           | + 15 s           |
| 7e | Davide De Pretto  | Italie           | Team Jayco AlUla      | + 15 s           |
| 8e | Adam Yates        | Royaume-Uni      | UAE Team Emirates     | + 15 s           |
| 9e | Mauri Vansevenant | Belgique         | Soudal Quick-Step     | + 15 s           |
| 10e | Ben Zwiehoff      | Allemagne        | Bora-Hansgrohe        | + 19 s           |

### 5eétape
| \| Classement de l'étape \| Classement de l'étape \| Classement de l'étape \| Classement de l'étape \| Classement de l'étape \| \| Coureur \| Coureur \| Pays \| Équipe \| Temps \| \| --------------------- \| --------------------- \| --------------------- \| ------------------------- \| --------------------- \| \| 1er \| Adam Yates \| Royaume-Uni \| UAE Team Emirates \| 1 h 49 min 37 s \| \| 2e \| Jan Hirt \| Tchéquie \| Soudal Quick-Step \| + 11 s \| \| 3e \| Huub Artz \| Pays-Bas \| Intermarché-Wanty \| + 29 s \| \| 4e \| Cristian Rodríguez \| Espagne \| Arkéa-B&B Hotels \| + 34 s \| \| 5e \| Diego Ulissi \| Italie \| UAE Team Emirates \| + 40 s \| \| 6e \| Finn Fisher-Black \| Nouvelle-Zélande \| UAE Team Emirates \| + 44 s \| \| 7e \| Warren Barguil \| France \| Team dsm-firmenich PostNL \| + 1 min 01 s \| \| 8e \| Mauri Vansevenant \| Belgique \| Soudal Quick-Step \| + 1 min 06 s \| \| 9e \| Johannes Kulset \| Norvège \| Uno-X Mobility \| + 1 min 10 s \| \| 10e \| Iván Cobo \| Espagne \| Equipo Kern Pharma \| + 1 min 13 s \| |                    |                  |                           |                 |
| |                    |                  |                           |                 |
| Source : ProCyclingStats |                    |                  |                           |                 |
| Classement de l'étape |                    |                  |                           |                 |
| Coureur | Coureur            | Pays             | Équipe                    | Temps           |
| 1er | Adam Yates         | Royaume-Uni      | UAE Team Emirates         | 1 h 49 min 37 s |
| 2e | Jan Hirt           | Tchéquie         | Soudal Quick-Step         | + 11 s          |
| 3e | Huub Artz          | Pays-Bas         | Intermarché-Wanty         | + 29 s          |
| 4e | Cristian Rodríguez | Espagne          | Arkéa-B&B Hotels          | + 34 s          |
| 5e | Diego Ulissi       | Italie           | UAE Team Emirates         | + 40 s          |
| 6e | Finn Fisher-Black  | Nouvelle-Zélande | UAE Team Emirates         | + 44 s          |
| 7e | Warren Barguil     | France           | Team dsm-firmenich PostNL | + 1 min 01 s    |
| 8e | Mauri Vansevenant  | Belgique         | Soudal Quick-Step         | + 1 min 06 s    |
| 9e | Johannes Kulset    | Norvège          | Uno-X Mobility            | + 1 min 10 s    |
| 10e | Iván Cobo          | Espagne          | Equipo Kern Pharma        | + 1 min 13 s    |

## Classements finals

### Classement général
| \| Classement général \| Classement général \| Classement général \| Classement général \| Classement général \| \| Coureur \| Coureur \| Pays \| Équipe \| Temps \| \| ------------------ \| ------------------ \| ------------------ \| ------------------------- \| ------------------ \| \| 1er \| Adam Yates \| Royaume-Uni \| UAE Team Emirates \| 14 h 22 min 30 s \| \| 2e \| Jan Hirt \| Tchéquie \| Soudal Quick-Step \| + 19 s \| \| 3e \| Finn Fisher-Black \| Nouvelle-Zélande \| UAE Team Emirates \| + 39 s \| \| 4e \| Diego Ulissi \| Italie \| UAE Team Emirates \| + 44 s \| \| 5e \| Cristian Rodríguez \| Espagne \| Arkéa-B&B Hotels \| + 54 s \| \| 6e \| Warren Barguil \| France \| Team dsm-firmenich PostNL \| + 1 min 05 s \| \| 7e \| Mauri Vansevenant \| Belgique \| Soudal Quick-Step \| + 1 min 06 s \| \| 8e \| Johannes Kulset \| Norvège \| Uno-X Mobility \| + 1 min 27 s \| \| 9e \| Iván Cobo \| Espagne \| Equipo Kern Pharma \| + 1 min 30 s \| \| 10e \| Alexy Faure Prost \| France \| Intermarché-Wanty \| + 1 min 33 s \| |                    |                  |                           |                  |
| |                    |                  |                           |                  |
| Source : ProCyclingStats |                    |                  |                           |                  |
| Classement général |                    |                  |                           |                  |
| Coureur | Coureur            | Pays             | Équipe                    | Temps            |
| 1er | Adam Yates         | Royaume-Uni      | UAE Team Emirates         | 14 h 22 min 30 s |
| 2e | Jan Hirt           | Tchéquie         | Soudal Quick-Step         | + 19 s           |
| 3e | Finn Fisher-Black  | Nouvelle-Zélande | UAE Team Emirates         | + 39 s           |
| 4e | Diego Ulissi       | Italie           | UAE Team Emirates         | + 44 s           |
| 5e | Cristian Rodríguez | Espagne          | Arkéa-B&B Hotels          | + 54 s           |
| 6e | Warren Barguil     | France           | Team dsm-firmenich PostNL | + 1 min 05 s     |
| 7e | Mauri Vansevenant  | Belgique         | Soudal Quick-Step         | + 1 min 06 s     |
| 8e | Johannes Kulset    | Norvège          | Uno-X Mobility            | + 1 min 27 s     |
| 9e | Iván Cobo          | Espagne          | Equipo Kern Pharma        | + 1 min 30 s     |
| 10e | Alexy Faure Prost  | France           | Intermarché-Wanty         | + 1 min 33 s     |

### Classements annexes
| Classement par points | Classement par points | Classement par points | Classement par points | Classement par points |
| Coureur               | Coureur               | Pays                  | Équipe                | Points                |
| --------------------- | --------------------- | --------------------- | --------------------- | --------------------- |
| 1er                   | Finn Fisher-Black     | Nouvelle-Zélande      | UAE Team Emirates     | 24 pts                |
| 2e                    | Luke Lamperti         | États-Unis            | Soudal Quick-Step     | 24 pts                |
| 3e                    | Paul Magnier          | France                | Soudal Quick-Step     | 21 pts                |
| 4e                    | Bryan Coquard         | France                | Cofidis               | 21 pts                |
| 5e                    | Adam Yates            | Royaume-Uni           | UAE Team Emirates     | 20 pts                |
| 6e                    | Amaury Capiot         | Belgique              | Arkéa-B&B Hotels      | 20 pts                |
| 7e                    | Diego Ulissi          | Italie                | UAE Team Emirates     | 17 pts                |
| 8e                    | Roger Adrià           | Espagne               | Bora-Hansgrohe        | 17 pts                |
| 9e                    | Caleb Ewan            | Australie             | Team Jayco AlUla      | 15 pts                |
| 10e                   | Jan Hirt              | Tchéquie              | Soudal Quick-Step     | 12 pts                |

| Classement par points | Classement par points | Classement par points | Classement par points | Classement par points |
| Coureur               | Coureur               | Pays                  | Équipe                | Points                |
| --------------------- | --------------------- | --------------------- | --------------------- | --------------------- |
| 1er                   | Finn Fisher-Black     | Nouvelle-Zélande      | UAE Team Emirates     | 24 pts                |
| 2e                    | Luke Lamperti         | États-Unis            | Soudal Quick-Step     | 24 pts                |
| 3e                    | Paul Magnier          | France                | Soudal Quick-Step     | 21 pts                |
| 4e                    | Bryan Coquard         | France                | Cofidis               | 21 pts                |
| 5e                    | Adam Yates            | Royaume-Uni           | UAE Team Emirates     | 20 pts                |
| 6e                    | Amaury Capiot         | Belgique              | Arkéa-B&B Hotels      | 20 pts                |
| 7e                    | Diego Ulissi          | Italie                | UAE Team Emirates     | 17 pts                |
| 8e                    | Roger Adrià           | Espagne               | Bora-Hansgrohe        | 17 pts                |
| 9e                    | Caleb Ewan            | Australie             | Team Jayco AlUla      | 15 pts                |
| 10e                   | Jan Hirt              | Tchéquie              | Soudal Quick-Step     | 12 pts                |

| Classement du meilleur jeune | Classement du meilleur jeune | Classement du meilleur jeune | Classement du meilleur jeune | Classement du meilleur jeune |
| Coureur                      | Coureur                      | Pays                         | Équipe                       | Temps                        |
| ---------------------------- | ---------------------------- | ---------------------------- | ---------------------------- | ---------------------------- |
| 1er                          | Finn Fisher-Black            | Nouvelle-Zélande             | UAE Team Emirates            | 14 h 23 min 09 s             |
| 2e                           | Mauri Vansevenant            | Belgique                     | Soudal Quick-Step            | + 37 s                       |
| 3e                           | Johannes Kulset              | Norvège                      | Uno-X Mobility               | + 48 s                       |
| 4e                           | Iván Cobo                    | Espagne                      | Equipo Kern Pharma           | + 51 s                       |
| 5e                           | Alexy Faure Prost            | France                       | Intermarché-Wanty            | + 54 s                       |

| Classement du meilleur jeune | Classement du meilleur jeune | Classement du meilleur jeune | Classement du meilleur jeune | Classement du meilleur jeune |
| Coureur                      | Coureur                      | Pays                         | Équipe                       | Temps                        |
| ---------------------------- | ---------------------------- | ---------------------------- | ---------------------------- | ---------------------------- |
| 1er                          | Finn Fisher-Black            | Nouvelle-Zélande             | UAE Team Emirates            | 14 h 23 min 09 s             |
| 2e                           | Mauri Vansevenant            | Belgique                     | Soudal Quick-Step            | + 37 s                       |
| 3e                           | Johannes Kulset              | Norvège                      | Uno-X Mobility               | + 48 s                       |
| 4e                           | Iván Cobo                    | Espagne                      | Equipo Kern Pharma           | + 51 s                       |
| 5e                           | Alexy Faure Prost            | France                       | Intermarché-Wanty            | + 54 s                       |

| Classement de la combativité | Classement de la combativité | Classement de la combativité | Classement de la combativité | Classement de la combativité |
| Coureur                      | Coureur                      | Pays                         | Équipe                       | Points                       |
| ---------------------------- | ---------------------------- | ---------------------------- | ---------------------------- | ---------------------------- |

| Classement de la combativité | Classement de la combativité | Classement de la combativité | Classement de la combativité | Classement de la combativité |
| Coureur                      | Coureur                      | Pays                         | Équipe                       | Points                       |
| ---------------------------- | ---------------------------- | ---------------------------- | ---------------------------- | ---------------------------- |

| Classement par équipes | Classement par équipes | Classement par équipes | Classement par équipes |
| Équipe                 | Équipe                 | Pays                   | Temps                  |
| ---------------------- | ---------------------- | ---------------------- | ---------------------- |
| 1re                    | UAE Team Emirates      | Émirats arabes unis    | 43 h 09 min 22 s       |
| 2e                     | Soudal Quick-Step      | Belgique               | + 1 min 30 s           |
| 3e                     | Intermarché-Wanty      | Belgique               | + 2 min 38 s           |
| 4e                     | Arkéa-B&B Hotels       | France                 | + 3 min 23 s           |
| 5e                     | Bora-Hansgrohe         | Allemagne              | + 4 min 14 s           |

| Classement par équipes | Classement par équipes | Classement par équipes | Classement par équipes |
| Équipe                 | Équipe                 | Pays                   | Temps                  |
| ---------------------- | ---------------------- | ---------------------- | ---------------------- |
| 1re                    | UAE Team Emirates      | Émirats arabes unis    | 43 h 09 min 22 s       |
| 2e                     | Soudal Quick-Step      | Belgique               | + 1 min 30 s           |
| 3e                     | Intermarché-Wanty      | Belgique               | + 2 min 38 s           |
| 4e                     | Arkéa-B&B Hotels       | France                 | + 3 min 23 s           |
| 5e                     | Bora-Hansgrohe         | Allemagne              | + 4 min 14 s           |

## Liste de participants
| UAE Team Emirates UAD                           | UAE Team Emirates UAD      | UAE Team Emirates UAD |
| ----------------------------------------------- | -------------------------- | --------------------- |
| Num                                             | Coureur                    | Pos                   |
| 1                                               | Adam Yates (GBR)           | 1er                   |
| 2                                               | Abdulla Alhammadi (UAE)    | 107e                  |
| 3                                               | Mohammad Al Mutaiwei (UAE) | 109e                  |
| 4                                               | Finn Fisher-Black (NZL)    | 3e                    |
| 5                                               | Álvaro Hodeg (COL)         | 104e                  |
| 6                                               | Vegard Stake Laengen (NOR) | 70e                   |
| 7                                               | Diego Ulissi (ITA)         | 4e                    |
| Directeur sportif : Fabio Baldato, Yousif Mirza |                            |                       |

| Soudal Quick-Step SOQ                | Soudal Quick-Step SOQ   | Soudal Quick-Step SOQ |
| ------------------------------------ | ----------------------- | --------------------- |
| Num                                  | Coureur                 | Pos                   |
| 11                                   | Mauri Vansevenant (BEL) | 7e                    |
| 12                                   | Jan Hirt (CZE)          | 2e                    |
| 13                                   | Gil Gelders (BEL)       | 49e                   |
| 14                                   | Antoine Huby (FRA)      | 48e                   |
| 15                                   | Luke Lamperti (USA)     | 43e                   |
| 16                                   | Paul Magnier (FRA)      | 73e                   |
| 17                                   | Fausto Masnada (ITA)    | 16e                   |
| Directeur sportif : Wilfried Peeters |                         |                       |

| Intermarché-Wanty IWA              | Intermarché-Wanty IWA           | Intermarché-Wanty IWA |
| ---------------------------------- | ------------------------------- | --------------------- |
| Num                                | Coureur                         | Pos                   |
| 21                                 | Louis Meintjes (RSA)            | 18e                   |
| 22                                 | Huub Artz (NED)                 | 38e                   |
| 23                                 | Francesco Busatto (ITA)         | 34e                   |
| 24                                 | Dries De Pooter (BEL)           | 44e                   |
| 25                                 | Alexy Faure Prost (FRA)         | 10e                   |
| 26                                 | Lorenzo Rota (ITA)              | 23e                   |
| 27                                 | Roel van Sintmaartensdijk (NED) | 84e                   |
| Directeur sportif : Lorenzo Lapage |                                 |                       |

| Cofidis COF                                                | Cofidis COF                | Cofidis COF |
| ---------------------------------------------------------- | -------------------------- | ----------- |
| Num                                                        | Coureur                    | Pos         |
| 31                                                         | Bryan Coquard (FRA)        | 54e         |
| 32                                                         | Nicolas Debeaumarché (FRA) | 81e         |
| 33                                                         | Aimé De Gendt (BEL)        | 65e         |
| 34                                                         | Kenny Elissonde (FRA)      | 15e         |
| 35                                                         | Jesús Herrada (ESP)        | 47e         |
| 36                                                         | Nolann Mahoudo (FRA)       | NP-1        |
| 37                                                         | Hugo Toumire (FRA)         | 53e         |
| Directeur sportif : Yvonnick Bolgiani, Gorka Gerrikagoitia |                            |             |

| Arkéa-B&B Hotels ARK               | Arkéa-B&B Hotels ARK          | Arkéa-B&B Hotels ARK |
| ---------------------------------- | ----------------------------- | -------------------- |
| Num                                | Coureur                       | Pos                  |
| 41                                 | Amaury Capiot (BEL)           | 62e                  |
| 42                                 | Florian Dauphin (FRA)         | 87e                  |
| 43                                 | Élie Gesbert (FRA)            | 78e                  |
| 44                                 | Cristian Rodríguez (ESP)      | 5e                   |
| 45                                 | Embret Svestad-Bårdseng (NOR) | 20e                  |
| 46                                 | Alessandro Verre (ITA)        | 13e                  |
| Directeur sportif : Mickaël Leveau |                               |                      |

| Bora-Hansgrohe BOH                 | Bora-Hansgrohe BOH             | Bora-Hansgrohe BOH |
| ---------------------------------- | ------------------------------ | ------------------ |
| Num                                | Coureur                        | Pos                |
| 51                                 | Emanuel Buchmann (GER) (route) | 17e                |
| 52                                 | Roger Adrià (ESP)              | 27e                |
| 53                                 | Cesare Benedetti (POL)         | 66e                |
| 54                                 | Emil Herzog (GER)              | 19e                |
| 55                                 | Luis-Joe Lührs (GER)           | 59e                |
| 56                                 | Anton Palzer (GER)             | 26e                |
| 57                                 | Ben Zwiehoff (GER)             | 11e                |
| Directeur sportif : Bernhard Eisel |                                |                    |

| Lotto Dstny LTD                 | Lotto Dstny LTD          | Lotto Dstny LTD |
| ------------------------------- | ------------------------ | --------------- |
| Num                             | Coureur                  | Pos             |
| 61                              | Johannes Adamietz (GER)  | 37e             |
| 62                              | Jenno Berckmoes (BEL)    | 12e             |
| 63                              | Thomas De Gendt (BEL)    | 63e             |
| 64                              | Arjen Livyns (BEL)       | 33e             |
| 65                              | Lionel Taminiaux (BEL)   | 71e             |
| 66                              | Henri Vandenabeele (BEL) | 82e             |
| 67                              | Harm Vanhoucke (BEL)     | NP-2            |
| Directeur sportif : Mario Aerts |                          |                 |

| Team dsm-firmenich PostNL DFP | Team dsm-firmenich PostNL DFP | Team dsm-firmenich PostNL DFP |
| ----------------------------- | ----------------------------- | ----------------------------- |
| Num                           | Coureur                       | Pos                           |
| 71                            | Warren Barguil (FRA)          | 6e                            |
| 72                            | Tobias Lund Andresen (DEN)    | 69e                           |
| 73                            | Fabio Jakobsen (NED)          | 108e                          |
| 74                            | Tim Naberman (NED)            | 95e                           |
| 75                            | Timo Roosen (NED)             | 72e                           |
| 76                            | Julius van den Berg (NED)     | 90e                           |
| 77                            | Frank van den Broek (NED)     | 40e                           |

| Burgos-BH BBH                     | Burgos-BH BBH                       | Burgos-BH BBH |
| --------------------------------- | ----------------------------------- | ------------- |
| Num                               | Coureur                             | Pos           |
| 81                                | Jambaljamts Sainbayar (MGL) (route) | 35e           |
| 82                                | Rodrigo Álvarez (ESP)               | 92e           |
| 83                                | Mario Aparicio (ESP)                | 25e           |
| 84                                | David Delgado Higueruelo (ESP)      | 50e           |
| 85                                | Alejandro Franco (ESP)              | 46e           |
| 86                                | Ángel Fuentes (ESP)                 | 77e           |
| 87                                | Óscar Pelegrí (ESP)                 | 91e           |
| Directeur sportif : Damien Garcia |                                     |               |

| Team Jayco AlUla JAY                            | Team Jayco AlUla JAY   | Team Jayco AlUla JAY |
| ----------------------------------------------- | ---------------------- | -------------------- |
| Num                                             | Coureur                | Pos                  |
| 91                                              | Caleb Ewan (AUS)       | 76e                  |
| 92                                              | Luke Durbridge (AUS)   | 51e                  |
| 93                                              | Davide De Pretto (ITA) | 30e                  |
| 94                                              | Blake Quick (AUS)      | 86e                  |
| 95                                              | Campbell Stewart (NZL) | 67e                  |
| 96                                              | Max Walscheid (GER)    | 80e                  |
| Directeur sportif : Mathew Hayman, Valerio Piva |                        |                      |

| Uno-X Mobility UXM                | Uno-X Mobility UXM       | Uno-X Mobility UXM |
| --------------------------------- | ------------------------ | ------------------ |
| Num                               | Coureur                  | Pos                |
| 101                               | Alexander Kristoff (NOR) | 39e                |
| 102                               | Idar Andersen (NOR)      | NP-5               |
| 103                               | Stian Fredheim (NOR)     | 89e                |
| 104                               | Tord Gudmestad (NOR)     | 68e                |
| 105                               | Johannes Kulset (NOR)    | 8e                 |
| 106                               | William Blume Levy (DEN) | 45e                |
| 107                               | Rasmus Bøgh Wallin (DEN) | 94e                |
| Directeur sportif : Gabriel Rasch |                          |                    |

| Astana Qazaqstan Team AST         | Astana Qazaqstan Team AST | Astana Qazaqstan Team AST |
| --------------------------------- | ------------------------- | ------------------------- |
| Num                               | Coureur                   | Pos                       |
| 111                               | Anthon Charmig (DEN)      | 29e                       |
| 112                               | Yevgeniy Gidich (KAZ)     | 97e                       |
| 113                               | Savelii Laptev            | 58e                       |
| 114                               | Ide Schelling (NED)       | 52e                       |
| 115                               | Gleb Syritsa              | 83e                       |
| 116                               | Davide Toneatti (ITA)     | 60e                       |
| 117                               | Nicolas Vinokourov (KAZ)  | 57e                       |
| Directeur sportif : Dimitri Sedun |                           |                           |

| Equipo Kern Pharma EKP            | Equipo Kern Pharma EKP     | Equipo Kern Pharma EKP |
| --------------------------------- | -------------------------- | ---------------------- |
| Num                               | Coureur                    | Pos                    |
| 121                               | Iván Cobo (ESP)            | 9e                     |
| 122                               | Unai Aznar (ESP)           | 85e                    |
| 123                               | Marc Brustenga (ESP)       | NP-3                   |
| 124                               | Carlos García Pierna (ESP) | 36e                    |
| 125                               | Unai Iribar (ESP)          | 28e                    |
| 126                               | Mikel Retegi (ESP)         | 55e                    |
| 127                               | Danny van der Tuuk (POL)   | 74e                    |
| Directeur sportif : Mikel Ezkieta |                            |                        |

| JCLTeam Ukyo JCL                  | JCLTeam Ukyo JCL              | JCLTeam Ukyo JCL |
| --------------------------------- | ----------------------------- | ---------------- |
| Num                               | Coureur                       | Pos              |
| 131                               | Masaki Yamamoto (JPN) (route) | 31e              |
| 132                               | Giovanni Carboni (ITA)        | 32e              |
| 133                               | Nathan Earle (AUS)            | 14e              |
| 134                               | Manabu Ishibashi (JPN)        | 106e             |
| 135                               | Matteo Malucelli (ITA)        | 98e              |
| 136                               | Nariyuki Masuda (JPN)         | 56e              |
| 137                               | Thomas Pesenti (ITA)          | 22e              |
| Directeur sportif : Manuele Boaro |                               |                  |

| Terengganu Cycling Team TSG | Terengganu Cycling Team TSG         | Terengganu Cycling Team TSG |
| --------------------------- | ----------------------------------- | --------------------------- |
| Num                         | Coureur                             | Pos                         |
| 141                         | Merhawi Kudus (ERI)                 | 21e                         |
| 142                         | Aiman Cahyadi (INA)                 | 79e                         |
| 143                         | Jesse Ewart (IRL)                   | 41e                         |
| 144                         | Wan Abdul Rahman Hamdan (MAS)       | NP-2                        |
| 145                         | Irwandie Lakasek (MAS)              | 102e                        |
| 146                         | Nur Amirull Fakhruddin Mazuki (MAS) | 99e                         |
| 147                         | Andréas Miltiádis (CYP)             | 75e                         |

| Oman OMA | Oman OMA              | Oman OMA |
| -------- | --------------------- | -------- |
| Num      | Coureur               | Pos      |
| 151      | Mohammed Al Wahibi    | 100e     |
| 152      | Saif Al Aamri         | 111e     |
| 153      | Abdullah Al-Gheilani  | 112e     |
| 154      | Munther Al Hsani      | 103e     |
| 155      | Said Al Rahbi         | 93e      |
| 156      | Mazen Al Riyami       | 96e      |
| 157      | Abdulraham Al Yaqoobi | 110e     |

| Roojai Insurance ROI            | Roojai Insurance ROI         | Roojai Insurance ROI |
| ------------------------------- | ---------------------------- | -------------------- |
| Num                             | Coureur                      | Pos                  |
| 161                             | Tegshbayar Batsaikhan (MGL)  | 64e                  |
| 162                             | Carter Bettles (AUS)         | 42e                  |
| 163                             | Lucas Carstensen (GER)       | 88e                  |
| 164                             | Patompob Phonarjthan (THA)   | 105e                 |
| 165                             | Ariya Phounsavath            | 61e                  |
| 166                             | Polychrónis Tzortzákis (GRE) | 101e                 |
| 167                             | Adne van Engelen (NED)       | 24e                  |
| Directeur sportif : Peter Pouly |                              |                      |

| UAE Team Emirates UAD                           | UAE Team Emirates UAD      | UAE Team Emirates UAD |
| ----------------------------------------------- | -------------------------- | --------------------- |
| Num                                             | Coureur                    | Pos                   |
| 1                                               | Adam Yates (GBR)           | 1er                   |
| 2                                               | Abdulla Alhammadi (UAE)    | 107e                  |
| 3                                               | Mohammad Al Mutaiwei (UAE) | 109e                  |
| 4                                               | Finn Fisher-Black (NZL)    | 3e                    |
| 5                                               | Álvaro Hodeg (COL)         | 104e                  |
| 6                                               | Vegard Stake Laengen (NOR) | 70e                   |
| 7                                               | Diego Ulissi (ITA)         | 4e                    |
| Directeur sportif : Fabio Baldato, Yousif Mirza |                            |                       |

| Soudal Quick-Step SOQ                | Soudal Quick-Step SOQ   | Soudal Quick-Step SOQ |
| ------------------------------------ | ----------------------- | --------------------- |
| Num                                  | Coureur                 | Pos                   |
| 11                                   | Mauri Vansevenant (BEL) | 7e                    |
| 12                                   | Jan Hirt (CZE)          | 2e                    |
| 13                                   | Gil Gelders (BEL)       | 49e                   |
| 14                                   | Antoine Huby (FRA)      | 48e                   |
| 15                                   | Luke Lamperti (USA)     | 43e                   |
| 16                                   | Paul Magnier (FRA)      | 73e                   |
| 17                                   | Fausto Masnada (ITA)    | 16e                   |
| Directeur sportif : Wilfried Peeters |                         |                       |

| Intermarché-Wanty IWA              | Intermarché-Wanty IWA           | Intermarché-Wanty IWA |
| ---------------------------------- | ------------------------------- | --------------------- |
| Num                                | Coureur                         | Pos                   |
| 21                                 | Louis Meintjes (RSA)            | 18e                   |
| 22                                 | Huub Artz (NED)                 | 38e                   |
| 23                                 | Francesco Busatto (ITA)         | 34e                   |
| 24                                 | Dries De Pooter (BEL)           | 44e                   |
| 25                                 | Alexy Faure Prost (FRA)         | 10e                   |
| 26                                 | Lorenzo Rota (ITA)              | 23e                   |
| 27                                 | Roel van Sintmaartensdijk (NED) | 84e                   |
| Directeur sportif : Lorenzo Lapage |                                 |                       |

| Cofidis COF                                                | Cofidis COF                | Cofidis COF |
| ---------------------------------------------------------- | -------------------------- | ----------- |
| Num                                                        | Coureur                    | Pos         |
| 31                                                         | Bryan Coquard (FRA)        | 54e         |
| 32                                                         | Nicolas Debeaumarché (FRA) | 81e         |
| 33                                                         | Aimé De Gendt (BEL)        | 65e         |
| 34                                                         | Kenny Elissonde (FRA)      | 15e         |
| 35                                                         | Jesús Herrada (ESP)        | 47e         |
| 36                                                         | Nolann Mahoudo (FRA)       | NP-1        |
| 37                                                         | Hugo Toumire (FRA)         | 53e         |
| Directeur sportif : Yvonnick Bolgiani, Gorka Gerrikagoitia |                            |             |

| Arkéa-B&B Hotels ARK               | Arkéa-B&B Hotels ARK          | Arkéa-B&B Hotels ARK |
| ---------------------------------- | ----------------------------- | -------------------- |
| Num                                | Coureur                       | Pos                  |
| 41                                 | Amaury Capiot (BEL)           | 62e                  |
| 42                                 | Florian Dauphin (FRA)         | 87e                  |
| 43                                 | Élie Gesbert (FRA)            | 78e                  |
| 44                                 | Cristian Rodríguez (ESP)      | 5e                   |
| 45                                 | Embret Svestad-Bårdseng (NOR) | 20e                  |
| 46                                 | Alessandro Verre (ITA)        | 13e                  |
| Directeur sportif : Mickaël Leveau |                               |                      |

| Bora-Hansgrohe BOH                 | Bora-Hansgrohe BOH             | Bora-Hansgrohe BOH |
| ---------------------------------- | ------------------------------ | ------------------ |
| Num                                | Coureur                        | Pos                |
| 51                                 | Emanuel Buchmann (GER) (route) | 17e                |
| 52                                 | Roger Adrià (ESP)              | 27e                |
| 53                                 | Cesare Benedetti (POL)         | 66e                |
| 54                                 | Emil Herzog (GER)              | 19e                |
| 55                                 | Luis-Joe Lührs (GER)           | 59e                |
| 56                                 | Anton Palzer (GER)             | 26e                |
| 57                                 | Ben Zwiehoff (GER)             | 11e                |
| Directeur sportif : Bernhard Eisel |                                |                    |

| Lotto Dstny LTD                 | Lotto Dstny LTD          | Lotto Dstny LTD |
| ------------------------------- | ------------------------ | --------------- |
| Num                             | Coureur                  | Pos             |
| 61                              | Johannes Adamietz (GER)  | 37e             |
| 62                              | Jenno Berckmoes (BEL)    | 12e             |
| 63                              | Thomas De Gendt (BEL)    | 63e             |
| 64                              | Arjen Livyns (BEL)       | 33e             |
| 65                              | Lionel Taminiaux (BEL)   | 71e             |
| 66                              | Henri Vandenabeele (BEL) | 82e             |
| 67                              | Harm Vanhoucke (BEL)     | NP-2            |
| Directeur sportif : Mario Aerts |                          |                 |

| Team dsm-firmenich PostNL DFP | Team dsm-firmenich PostNL DFP | Team dsm-firmenich PostNL DFP |
| ----------------------------- | ----------------------------- | ----------------------------- |
| Num                           | Coureur                       | Pos                           |
| 71                            | Warren Barguil (FRA)          | 6e                            |
| 72                            | Tobias Lund Andresen (DEN)    | 69e                           |
| 73                            | Fabio Jakobsen (NED)          | 108e                          |
| 74                            | Tim Naberman (NED)            | 95e                           |
| 75                            | Timo Roosen (NED)             | 72e                           |
| 76                            | Julius van den Berg (NED)     | 90e                           |
| 77                            | Frank van den Broek (NED)     | 40e                           |

| Burgos-BH BBH                     | Burgos-BH BBH                       | Burgos-BH BBH |
| --------------------------------- | ----------------------------------- | ------------- |
| Num                               | Coureur                             | Pos           |
| 81                                | Jambaljamts Sainbayar (MGL) (route) | 35e           |
| 82                                | Rodrigo Álvarez (ESP)               | 92e           |
| 83                                | Mario Aparicio (ESP)                | 25e           |
| 84                                | David Delgado Higueruelo (ESP)      | 50e           |
| 85                                | Alejandro Franco (ESP)              | 46e           |
| 86                                | Ángel Fuentes (ESP)                 | 77e           |
| 87                                | Óscar Pelegrí (ESP)                 | 91e           |
| Directeur sportif : Damien Garcia |                                     |               |

| Team Jayco AlUla JAY                            | Team Jayco AlUla JAY   | Team Jayco AlUla JAY |
| ----------------------------------------------- | ---------------------- | -------------------- |
| Num                                             | Coureur                | Pos                  |
| 91                                              | Caleb Ewan (AUS)       | 76e                  |
| 92                                              | Luke Durbridge (AUS)   | 51e                  |
| 93                                              | Davide De Pretto (ITA) | 30e                  |
| 94                                              | Blake Quick (AUS)      | 86e                  |
| 95                                              | Campbell Stewart (NZL) | 67e                  |
| 96                                              | Max Walscheid (GER)    | 80e                  |
| Directeur sportif : Mathew Hayman, Valerio Piva |                        |                      |

| Uno-X Mobility UXM                | Uno-X Mobility UXM       | Uno-X Mobility UXM |
| --------------------------------- | ------------------------ | ------------------ |
| Num                               | Coureur                  | Pos                |
| 101                               | Alexander Kristoff (NOR) | 39e                |
| 102                               | Idar Andersen (NOR)      | NP-5               |
| 103                               | Stian Fredheim (NOR)     | 89e                |
| 104                               | Tord Gudmestad (NOR)     | 68e                |
| 105                               | Johannes Kulset (NOR)    | 8e                 |
| 106                               | William Blume Levy (DEN) | 45e                |
| 107                               | Rasmus Bøgh Wallin (DEN) | 94e                |
| Directeur sportif : Gabriel Rasch |                          |                    |

| Astana Qazaqstan Team AST         | Astana Qazaqstan Team AST | Astana Qazaqstan Team AST |
| --------------------------------- | ------------------------- | ------------------------- |
| Num                               | Coureur                   | Pos                       |
| 111                               | Anthon Charmig (DEN)      | 29e                       |
| 112                               | Yevgeniy Gidich (KAZ)     | 97e                       |
| 113                               | Savelii Laptev            | 58e                       |
| 114                               | Ide Schelling (NED)       | 52e                       |
| 115                               | Gleb Syritsa              | 83e                       |
| 116                               | Davide Toneatti (ITA)     | 60e                       |
| 117                               | Nicolas Vinokourov (KAZ)  | 57e                       |
| Directeur sportif : Dimitri Sedun |                           |                           |

| Equipo Kern Pharma EKP            | Equipo Kern Pharma EKP     | Equipo Kern Pharma EKP |
| --------------------------------- | -------------------------- | ---------------------- |
| Num                               | Coureur                    | Pos                    |
| 121                               | Iván Cobo (ESP)            | 9e                     |
| 122                               | Unai Aznar (ESP)           | 85e                    |
| 123                               | Marc Brustenga (ESP)       | NP-3                   |
| 124                               | Carlos García Pierna (ESP) | 36e                    |
| 125                               | Unai Iribar (ESP)          | 28e                    |
| 126                               | Mikel Retegi (ESP)         | 55e                    |
| 127                               | Danny van der Tuuk (POL)   | 74e                    |
| Directeur sportif : Mikel Ezkieta |                            |                        |

| JCLTeam Ukyo JCL                  | JCLTeam Ukyo JCL              | JCLTeam Ukyo JCL |
| --------------------------------- | ----------------------------- | ---------------- |
| Num                               | Coureur                       | Pos              |
| 131                               | Masaki Yamamoto (JPN) (route) | 31e              |
| 132                               | Giovanni Carboni (ITA)        | 32e              |
| 133                               | Nathan Earle (AUS)            | 14e              |
| 134                               | Manabu Ishibashi (JPN)        | 106e             |
| 135                               | Matteo Malucelli (ITA)        | 98e              |
| 136                               | Nariyuki Masuda (JPN)         | 56e              |
| 137                               | Thomas Pesenti (ITA)          | 22e              |
| Directeur sportif : Manuele Boaro |                               |                  |

| Terengganu Cycling Team TSG | Terengganu Cycling Team TSG         | Terengganu Cycling Team TSG |
| --------------------------- | ----------------------------------- | --------------------------- |
| Num                         | Coureur                             | Pos                         |
| 141                         | Merhawi Kudus (ERI)                 | 21e                         |
| 142                         | Aiman Cahyadi (INA)                 | 79e                         |
| 143                         | Jesse Ewart (IRL)                   | 41e                         |
| 144                         | Wan Abdul Rahman Hamdan (MAS)       | NP-2                        |
| 145                         | Irwandie Lakasek (MAS)              | 102e                        |
| 146                         | Nur Amirull Fakhruddin Mazuki (MAS) | 99e                         |
| 147                         | Andréas Miltiádis (CYP)             | 75e                         |

| Oman OMA | Oman OMA              | Oman OMA |
| -------- | --------------------- | -------- |
| Num      | Coureur               | Pos      |
| 151      | Mohammed Al Wahibi    | 100e     |
| 152      | Saif Al Aamri         | 111e     |
| 153      | Abdullah Al-Gheilani  | 112e     |
| 154      | Munther Al Hsani      | 103e     |
| 155      | Said Al Rahbi         | 93e      |
| 156      | Mazen Al Riyami       | 96e      |
| 157      | Abdulraham Al Yaqoobi | 110e     |

| Roojai Insurance ROI            | Roojai Insurance ROI         | Roojai Insurance ROI |
| ------------------------------- | ---------------------------- | -------------------- |
| Num                             | Coureur                      | Pos                  |
| 161                             | Tegshbayar Batsaikhan (MGL)  | 64e                  |
| 162                             | Carter Bettles (AUS)         | 42e                  |
| 163                             | Lucas Carstensen (GER)       | 88e                  |
| 164                             | Patompob Phonarjthan (THA)   | 105e                 |
| 165                             | Ariya Phounsavath            | 61e                  |
| 166                             | Polychrónis Tzortzákis (GRE) | 101e                 |
| 167                             | Adne van Engelen (NED)       | 24e                  |
| Directeur sportif : Peter Pouly |                              |                      |

### Classement UCI
La course attribue des points au Classement mondial UCI 2024 selon le barème suivant :
| Position           | 1er | 2e  | 3e  | 4e  | 5e | 6e | 7e | 8e | 9e | 10e | 11e | 12e | 13e | 14e | 15e | 16e à 30e | 31e à 40e |
| Classement général | 200 | 150 | 125 | 100 | 85 | 70 | 60 | 50 | 40 | 35  | 30  | 25  | 20  | 15  | 10  | 5         | 3         |
| Par étape          | 20  | 10  | 5   |     |    |    |    |    |    |     |     |     |     |     |     |           |           |
| Leader, par étape  | 5   |     |     |     |    |    |    |    |    |     |     |     |     |     |     |           |           |

## Évolution des classements
| Étapes             | Vainqueur          | Classement général | Classement par points | Classement des jeunes | Classement de la combativité | Classement par équipes |
| ------------------ | ------------------ | ------------------ | --------------------- | --------------------- | ---------------------------- | ---------------------- |
| 1                  | Caleb Ewan         | Caleb Ewan         | Caleb Ewan            | Gleb Syritsa          | Polychrónis Tzortzákis       | Burgos-BH              |
| 2                  | Finn Fisher-Black  | Finn Fisher-Black  | Finn Fisher-Black     | Finn Fisher-Black     | Óscar Pelegrí                | UAE Team Emirates      |
| 3                  | Paul Magnier       | Luke Lamperti      | Luke Lamperti         | Luke Lamperti         | Óscar Pelegrí                | UAE Team Emirates      |
| 4                  | Amaury Capiot      | Finn Fisher-Black  | Luke Lamperti         | Finn Fisher-Black     | Óscar Pelegrí                | UAE Team Emirates      |
| 5                  | Adam Yates         | Adam Yates         | Finn Fisher-Black     | Finn Fisher-Black     | Óscar Pelegrí                | UAE Team Emirates      |
| Classements finals | Classements finals | Adam Yates         | Finn Fisher-Black     | Finn Fisher-Black     | Óscar Pelegrí                | UAE Team Emirates      |